# Jana Gereková
Jana Gereková, née le 27 novembre 1984 à Liptovský Mikuláš en Tchécoslovaquie, est une biathlète slovaque. Elle fait partie de l'équipe nationale depuis 2002 et a participé à trois éditions des Jeux olympiques d'hiver.

## Biographie
Jana (ou Janka) Gereková fait ses débuts internationaux à l'occasion des Championnats du monde junior 2002. Au niveau sénior, elle apparaît pour la première fois en Coupe du monde en décembre 2005 à Hochfilzen puis aux Jeux olympiques de Turin.
Elle marque ses premiers points lors de la saison 2009-2010, année de sa deuxième participation aux Jeux olympiques à Vancouver, se classant 39e du sprint et de la poursuite, 45e de l'individuel et 12e du relais.
Lors de la saison 2010-2011, elle obtient notamment trois résultats dans le top vingt dont deux aux Championnats du monde de Khanty-Mansiïsk, où elle est seizième du sprint et huitième de la poursuite. En 2012, elle fait partie du relais mixte slovaque troisième à Kontiolahti, abec Anastasia Kuzmina, Matej Kazár et Miroslav Matiaško, montant sur son premier et seul podium en Coupe du monde. En 2012-2013, elle collecte deux sixièmes places en Coupe du monde et une dixième à la mass start des Championnats du monde. En 2014, elle prend part à ses troisièmes jeux olympiques à Sotchi, ne parvenant au mieux qu'à obtenir une 35e place individuellement.
C'est en 2015, que la biathlète signe ses meilleurs résultats individuels, prenant la cinquième place à la mass start d'Oberhof et la quatrième place au sprint d'Antholz. Elle finit 18e du classement général de la Coupe du monde.
Elle obtient son dernier résultat majeur aux Championnats d'Europe 2016, où elle est médaillée d'argent du relais mixte.
En 2017, elle prend sa retraite sportive, du fait de blessures récurrentes.

## Palmarès

### Jeux olympiques d'hiver
| Épreuve / Édition              | Individuel | Sprint | Poursuite | Départ en masse | Relais | Relais mixte                     |
| Jeux olympiques 2006 Turin     | 59e        | —      | —         | —               | —      | Épreuve inexistante à cette date |
| Jeux olympiques 2010 Vancouver | 45e        | 39e    | 39e       | —               | 12e    | Épreuve inexistante à cette date |
| Jeux olympiques 2014 Sotchi    | 50e        | 43e    | 35e       | —               | 14e    | 5e                               |

- : pas d'épreuve
- — : N'a pas participé à l'épreuve.

### Championnats du monde
| Épreuve / Édition       | Individuel                       | Sprint                           | Poursuite                        | Départ en masse                  | Relais                           | Relais mixte |
| 2006 Pokljuka           | Épreuve inexistante à cette date | Épreuve inexistante à cette date | Épreuve inexistante à cette date | Épreuve inexistante à cette date | Épreuve inexistante à cette date | 13e          |
| 2007 Antholz Anterselva | 84e                              | 66e                              | —                                | —                                | 15e                              | —            |
| 2008 Östersund          | 46e                              | 42e                              | 53e                              | —                                | 9e                               | 14e          |
| 2011 Khanty-Mansiïsk    | DNS                              | 16e                              | 8e                               | 27e                              | 7e                               | 12e          |
| 2012 Ruhpolding         | 13e                              | 53e                              | 31e                              | 11e                              | 8e                               | 7e           |
| 2013 Nové Město         | 62e                              | 11e                              | 18e                              | 10e                              | 8e                               | 7e           |
| 2015 Kontiolahti        | 64e                              | 12e                              | 14e                              | 12e                              | 18e                              | 17e          |
| 2016 Holmenkollen       | 38e                              | 40e                              | 46e                              | —                                | 14e                              | 17e          |
| 2017 Hochfilzen         | 41e                              | 62e                              | —                                | —                                | 8e                               | 12e          |

Légende :
- :épreuve inexistante
- — : n'a pas participé à l'épreuve

### Coupe du monde
- Meilleur classement général : 18e en 2015.
- Meilleur résultat individuel : 4e.
- 1 podium en relais mixte : 1 troisième place.

#### Différents classements en Coupe du monde
| Année     | Classement général final | Sprint | Poursuite | Individuel | Mass start |
| 2009-2010 | 68e                      | 72e    | 56e       | 72e        | -          |
| 2010-2011 | 40e                      | 38e    | 31e       | -          | 45e        |
| 2011-2012 | 27e                      | 21e    | 29e       | 23e        | 28e        |
| 2012-2013 | 23e                      | 16e    | 27e       | 65e        | 18e        |
| 2013-2014 | 30e                      | 24e    | 26e       | 55e        | 42e        |
| 2014-2015 | 18e                      | 16e    | 17e       | 18e        | 19e        |
| 2015-2016 | 43e                      | 36e    | 43e       | 39e        | 50e        |
| 2016-2017 | 59e                      | 50e    | 57e       | -          | -          |

### Championnats d'Europe
- Médaille d'argent du relais mixte en 2016.

### Championnats du monde de biathlon d'été
- Médaille de bronze du relais mixte en 2009, 2010 et 2011.
- Médaille de bronze du sprint en 2011.